# Шеріф Екрамі
Шеріф Екрамі (араб. شريف إكرامي‎‎; нар. 1 липня 1983, Каїр, Єгипет) — єгипетський футболіст, воротар національної збірної Єгипту та клубу «Аль-Аглі».

## Клубна кар'єра
Вихованець футбольної школи клубу «Аль-Аглі». Дорослу футбольну кар'єру розпочав 2004 року в основній команді того ж клубу.
Своєю грою за цю команду привернув увагу представників тренерського штабу клубу «Феєнорд», до складу якого приєднався 2005 року. Відіграв за команду з Роттердама наступні чотири сезони своєї ігрової кар'єри.
2008 року уклав контракт з клубом «Анкарагюджю», у складі якого провів наступний рік своєї кар'єри гравця.
Протягом 2009—2010 років захищав кольори команди клубу «Ель-Гуна».
До складу клубу «Аль-Аглі» приєднався 2009 року. Відтоді встиг відіграти за каїрську команду 106 матчів в національному чемпіонаті.

## Виступи за збірні
Протягом 2001—2003 років залучався до складу молодіжної збірної Єгипту. На молодіжному рівні зіграв у 9 офіційних матчах, пропустив 8 голів.
2006 року дебютував в офіційних матчах у складі національної збірної Єгипту. Наразі провів у формі головної команди країни 18 матчів, пропустивши 22 голи.
У складі збірної був учасником Кубка африканських націй 2017 року у Габоні.
| Дата       | Місто                         | Господарі            | Результат | Гості                | Турнір                                  | Голи | Примітки |
| ---------- | ----------------------------- | -------------------- | --------- | -------------------- | --------------------------------------- | ---- | -------- |
| 16-08-2006 | Александрія                   | Єгипет               | 0 – 2     | Уругвай              | товариський матч                        | -2   | 46'      |
| 14-04-2012 | Дубай (місто)                 | Єгипет               | 3 – 0     | Мавританія           | товариський матч                        | -    |          |
| 12-10-2012 | Дубай (місто)                 | Єгипет               | 3 – 0     | Республіка Конго     | товариський матч                        | -    |          |
| 06-02-2013 | Мадрид                        | Чилі                 | 2 – 1     | Єгипет               | товариський матч                        | -2   |          |
| 07-03-2013 | Ар-Раян                       | Катар                | 3 – 1     | Єгипет               | товариський матч                        | -3   |          |
| 22-03-2013 | Александрія                   | Єгипет               | 10 – 0    | Есватіні             | товариський матч                        | -    | 46'      |
| 04-06-2013 | Каїр                          | Єгипет               | 1 – 1     | Ботсвана             | товариський матч                        | -1   |          |
| 09-06-2013 | Хараре                        | Зімбабве             | 2 – 4     | Єгипет               | Відбір до ЧС 2014                       | -2   |          |
| 16-06-2013 | Мапуту                        | Мозамбік             | 0 – 1     | Єгипет               | Відбір до ЧС 2014                       | -    | 89'      |
| 10-09-2013 | Червоне Море (губернаторство) | Єгипет               | 4 – 2     | Гвінея               | товариський матч                        | -2   |          |
| 15-10-2013 | Кумасі                        | Гана                 | 6 – 1     | Єгипет               | Відбір до ЧС 2014                       | -4   | 57'      |
| 19-11-2013 | Каїр                          | Єгипет               | 2 – 1     | Гана                 | Відбір до ЧС 2014                       | -1   |          |
| 05-03-2014 | Інсбрук                       | Боснія і Герцеговина | 0 – 2     | Єгипет               | товариський матч                        | -    | 46'      |
| 30-05-2014 | Сантьяго                      | Чилі                 | 3 – 2     | Єгипет               | товариський матч                        | -1   | 46'      |
| 05-09-2014 | Дакар                         | Сенегал              | 2 – 0     | Єгипет               | Відбір до Кубка африканських націй 2015 | -2   |          |
| 10-09-2014 | Каїр                          | Єгипет               | 0 – 1     | Туніс                | Відбір до Кубка африканських націй 2015 | -1   |          |
| 26-03-2015 | Каїр                          | Єгипет               | 2 – 0     | Екваторіальна Гвінея | товариський матч                        | -    |          |
| 27-01-2016 | Асуан                         | Єгипет               | 0 – 1     | Йорданія             | товариський матч                        | -1   |          |
| Усього     |                               | Матчів               | 18        |                      | Голів                                   | -22  |          |

## Титули і досягнення
- Чемпіон Африки (U-20): 2003
- Срібний призер Кубка африканських націй: 2017